# Roche-mère (géologie)
Cet article concerne la roche à l'origine d'hydrocarbures. Pour la roche à l'origine des sols, voir Roche-mère (pédologie).
En géologie, une roche-mère est une roche sédimentaire riche en matière organique. Au cours de l’enfouissement du sédiment, et avec l'augmentation de la pression et de la température, la matière organique des roches-mères se transforme progressivement en hydrocarbures :
- si les hydrocarbures restent à l’intérieur de la roche-mère on parle d’argiles bitumineuses, de pétrole de roche-mère, de gaz de roche-mère, appelés aussi respectivement « schistes » bitumineux, pétrole de « schiste » ou gaz de « schiste ». Ils constituent une part importante des hydrocarbures non conventionnels ;
- si les hydrocarbures sont expulsés de la roche-mère et piégés dans une roche réservoir on parle soit d’hydrocarbures conventionnels soit, dans certains cas, de non conventionnels comme les sables bitumineux[1],[2].

En géologie pétrolière, la roche mère est l'une des trois composantes d'un système pétrolier, avec la roche réservoir et la roche couverture.

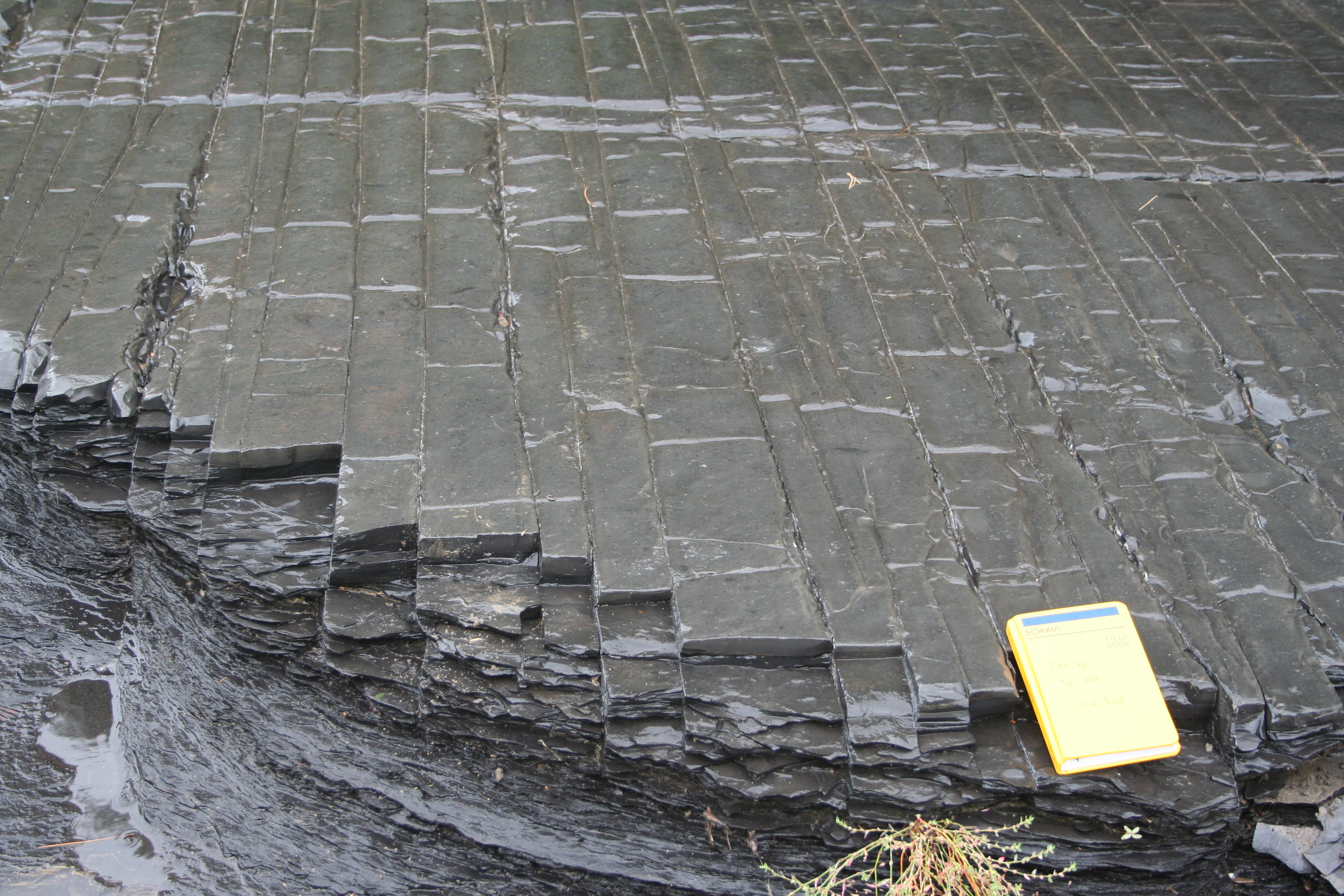
Schistes d'Utica, où l'industrie gazière (Consol Energy et Hess Corporation notamment) espère trouver (en profondeur) de grandes quantités de gaz de schiste et de condensat de gaz.

## Caractéristiques
En géologie pétrolière, une roche-mère est une roche sédimentaire riche en matière organique solide connue sous le nom de kérogène.
Les roches-mères sédimentent dans des environnements de dépôts généralement calmes propices :
- au dépôt de sédiments fins : argiles, marnes et calcaires fins souvent argileux ;
- à la sédimentation et à la préservation de la matière organique, qu'elle soit d'origine marine (phyto ou zooplancton) ou terrestre.

Les environnements marins ou lacustres anoxiques (déficitaires ou dépourvus de dioxygène) sont particulièrement favorables à la conservation de la matière organique. En effet, il n'y a pas d'oxydation et donc de destruction de la matière organique qui peut s’accumuler dans les sédiments. Le phénomène est accentué lorsqu'il se crée une stratification verticale du milieu marin, avec une tranche d’eau superficielle oxygénée, où se développent les micro-organismes fournisseurs de matière organique, et une tranche profonde anoxique où vont se déposer et se conserver les restes de ces organismes après leur mort.
Les grands événements anoxiques à l'échelle du globe ou à des échelles plus régionales sont les périodes de dépôt des principales roches-mères à l'origine d'une grande partie des hydrocarbures fossiles.

## Classification des roches-mères
Les roches-mères sont classées d’après la nature de leur matière organique plutôt que selon leur lithologie.
Trois grands types de roches-mères sont ainsi définis d’après la nature de leur kérogène :
- type 1, dit aussi « sapropélique ». La matière organique est essentiellement constituée de microalgues lacustres déposées principalement dans des lacs à environnement anoxique. Les roches-mères correspondantes, que l’on qualifie par extension de type 1, sont d’excellente qualité et génèrent principalement du pétrole. Les environnements de dépôts de ce type de roche-mère sont assez particuliers et d’étendue limitée ce qui fait un type assez rare ;
- type 2, dit aussi « planctonique ». La matière organique est surtout issue de micro-organismes planctoniques déposés en milieu marin anoxique. Les roches-mères de type 2 sont souvent d’extension mondiale ou du moins à l’échelle de bassins, ce qui en fait des roches courantes. Elles génèrent du pétrole et dans une moindre mesure du gaz, souvent à tendance soufré lorsque leur lithologie est plus carbonatée ;
- type 3, dit aussi « humique ». La matière organique provient principalement de débris de végétation terrestre et s’apparente aux charbons. Les roches-mères de type 3 sont largement répandues et déposées sur les marges continentales en milieu oxygéné ou partiellement oxygéné. Après enfouissement, elles génèrent du gaz et du pétrole dans des proportions à peu près équivalentes.

Ces roches sont des puits de carbone naturels qui ont mis des centaines de millions d'années à se construire.

## Roches-mères et hydrocarbures
À l’échelle des temps géologiques, sur des durées de dizaines à centaines de millions d'années, les sédiments s'enfouissent.
Sous l'effet de la pression et d'une « température géothermique » croissantes, ils perdent une partie de leur eau, se solidifient et la matière organique y évolue, se décomposant en kérogène. 
- Vers environ 2 000 mètres de profondeur, pour un gradient géothermique moyen, lorsque la température du sous-sol atteint en moyenne 100 °C, le kérogène commence à générer des hydrocarbures.
- Entre environ 2 000 et 3 800 mètres, il se change en pétrole. Cet intervalle de profondeur est appelé « fenêtre à huile » (huile étant ici l'autre nom du pétrole).
- Quand l'enfouissement de la roche-mère se poursuit entre environ 3 800 et 5 000 mètres, la production d'hydrocarbures liquides atteint un pic. Les liquides produits deviennent de plus en plus légers et passent à l'état gazeux : ils donnent du gaz méthane, le plus léger des hydrocarbures. Cet intervalle de profondeur se nomme « fenêtre à gaz ».
- Plus en profondeur (3 800 à 5000 mètres et plus), le pétrole évolue en hydrocarbures plus légers puis gazeux (dont le méthane, dit gaz naturel, le plus léger des hydrocarbures)[4].

Ce processus de dégradation thermique (catagénèse), conduisant à la formation d'hydrocarbures (bitumes, pétrole, gaz naturel, etc.), fait place ensuite à une métagénèse détruisant les hydrocarbures et ne laissant que des résidus carbonés.

### Hydrocarbures de roches-mères
La plupart des hydrocarbures générés restent confinés à l'intérieur des roches-mères.
Ils correspondent aux hydrocarbures de roche-mère : 
- si la matière organique de la roche-mère n'a subi qu’une très faible maturation thermique, il s’agit de bitumes que l’on trouve par exemple dans les argiles bitumineuses, souvent appelés « schistes bitumineux » (oil shale en anglais) ;
- pour un plus grand enfouissement, correspondant à des températures plus élevés, du pétrole se forme dans la roche-mère. Il s’agit de pétrole de roche-mère, souvent appelé « pétrole de schiste » (shale oil en anglais) ;
- enfin avec l’augmentation des températures la roche-mère génère du gaz naturel. Il s’agit de gaz de roche-mère, connu dans le grand public sous le nom « gaz de schiste » (shale gas en anglais).

L’exploitation de ces hydrocarbures requiert des méthodes différentes de celles utilisées dans la production conventionnelle ; ils appartiennent donc au groupe des hydrocarbures non conventionnels.

#### Terminologie
Le terme « schiste » souvent utilisé dans la terminologie des roches-mères est impropre. Ce sont des roches sédimentaires et non des roches métamorphiques comme le schiste,. C’est la texture souvent feuilletée de ces roches finement laminées qui leur vaut parfois le nom impropre de schiste.
Il est considéré « qu'il vaut mieux éviter » l’utilisation du nom schiste (au sens large) « à toutes roches susceptibles de se débiter en feuillets ».

### Hydrocarbures expulsés des roches-mères
Une faible partie des hydrocarbures générés par les roches-mères est expulsée. Sous l’effet des pressions et des plus faibles densités des hydrocarbures par rapport à l’eau contenue dans les roches, ces hydrocarbures peuvent migrer vers des roches avec des propriétés de réservoir (poreuses et perméables) dans lesquelles elles peuvent être piégées. Il s’agit là de gisements d'hydrocarbures dits « conventionnels ». Mais la migration des hydrocarbures peut également aboutir, outre à leur destruction par suintements de surface, à différents autres types d’habitats pétroliers à rattacher au domaine non conventionnel comme les sables bitumineux ou asphaltiques.

## Exemples de roche-mère intéressant l'industrie pétro-gazière
Parmi 19 bassins gaziers reconnus aux États-Unis (où 35 000 puits avaient déjà été creusés en 2006) riches en gaz de schiste et condensats : 
- Schistes de Marcellus, dans le bassin des Appalaches (profondeur : -4000 à -8500 pieds[6]) ;
- Schistes de Barnett dans le bassin de Fort Worth (profondeur : -2500 à -3000 pieds[6]) ;
- Schistes de Woodford (Woodford Shale) ;
- Schistes de Fayetteville (Fayetteville Shale), en Arkansas dans le "bassin d'Arkoma"  (Profondeur : de quelques centaines de mètres à - 7000 pieds[6]) ;
- Schistes d'Haynesville/Bossier (Haynesville Shale), en partie au Texas et au nord de la Louisiane (10 500 à 13 500 pieds, avec une pression de plus de 10 000 psi et une température extrême de plus de 260 à 380°F, faisant qu'un puits y nécessiterait au moins deux fois plus de puissance hydraulique pour la fracturation[6] ;
- Formation de Bakken (Bakken Shale), formé de deux grandes couches bien distinctes toutes deux également riches en pétrole et gaz, dans le bassin de Williston (profondeur : 8000 à 10 000 pieds) ;
- Schistes de Lewis (Lewis Shale) dans le bassin de San Juan ;
- Schistes d'Antrim (Antrim Shale) dans le bassin du Michigan ;
- Schistes de New-Albany (New Albany shale) du Dévonien-Mississippien[7] dans l'Illinois avec schistes bitumineux (dans le Sud-Est de l'Indiana) ;
- Schistes d'Utica, dans l'Ohio.

Autres roches-mères :
- Argiles de Kimmeridge, d'âge Kimméridgien, en Angleterre et en mer du Nord[8] ;
- Argiles feuilletées dites Schistes-carton, d'âge Toarcien, des Bassins parisien et aquitain...